# Aras Green Economic Dawn
 (avril 2019).

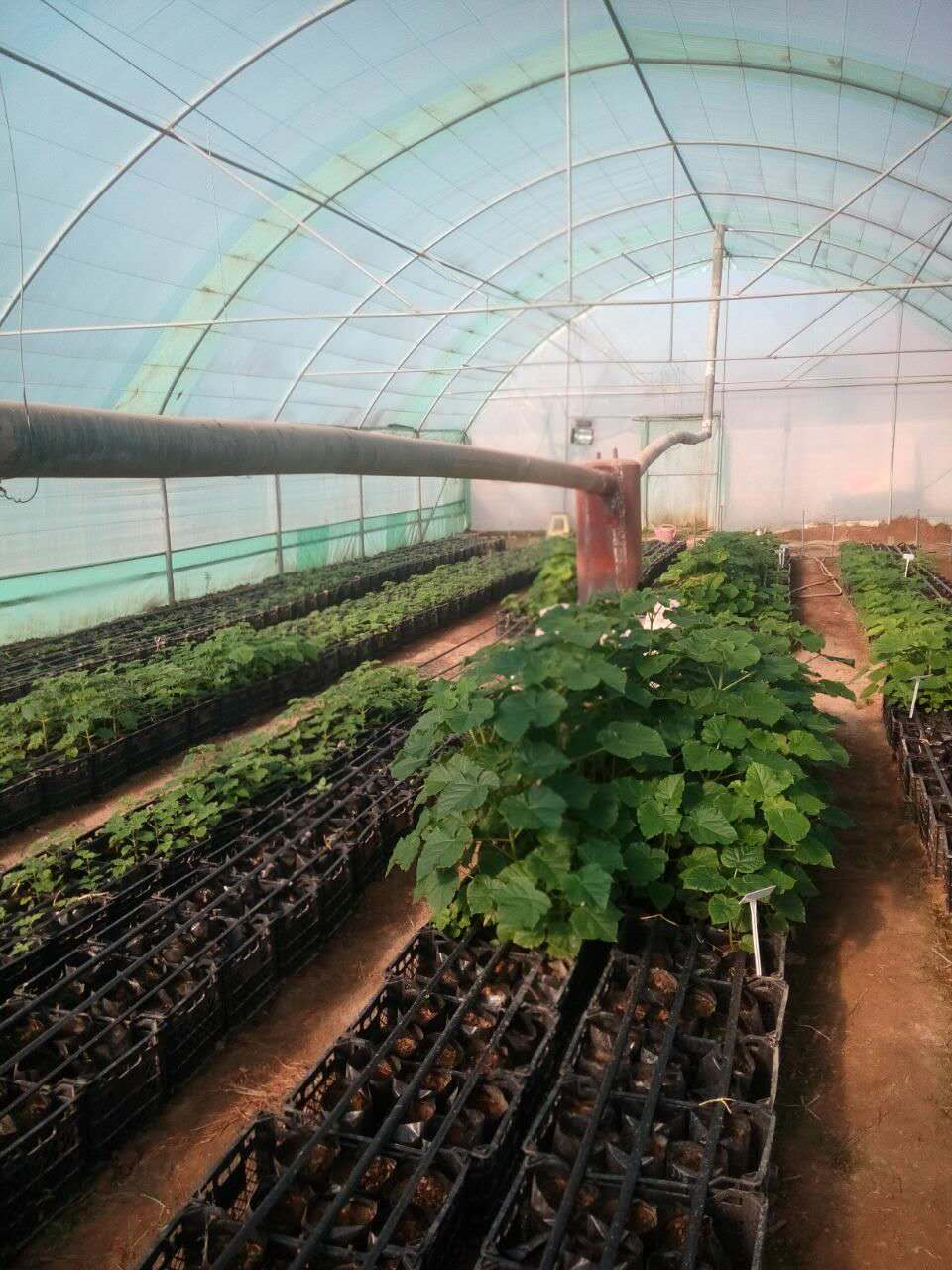
Culture (commerciale) d'arbres sous serre, par Aras GED

Aras Green Economic Dawn (dont l'acronyme est  AGED ou Aras GED ) est une société privée de conseil et de commerce créée en 2016 et basée dans la zone commerciale de libre-échange d'Aras Free Zone à Téhéran en Iran. La société se présente comme ayant une expérience technocratique et s'est choisi comme slogan "Build & Rebuild".  
Elle s'est fait connaître en Iran en vendant ou gérant des boisements commerciaux d'arbre génétiquement modifiés. 

## Historique

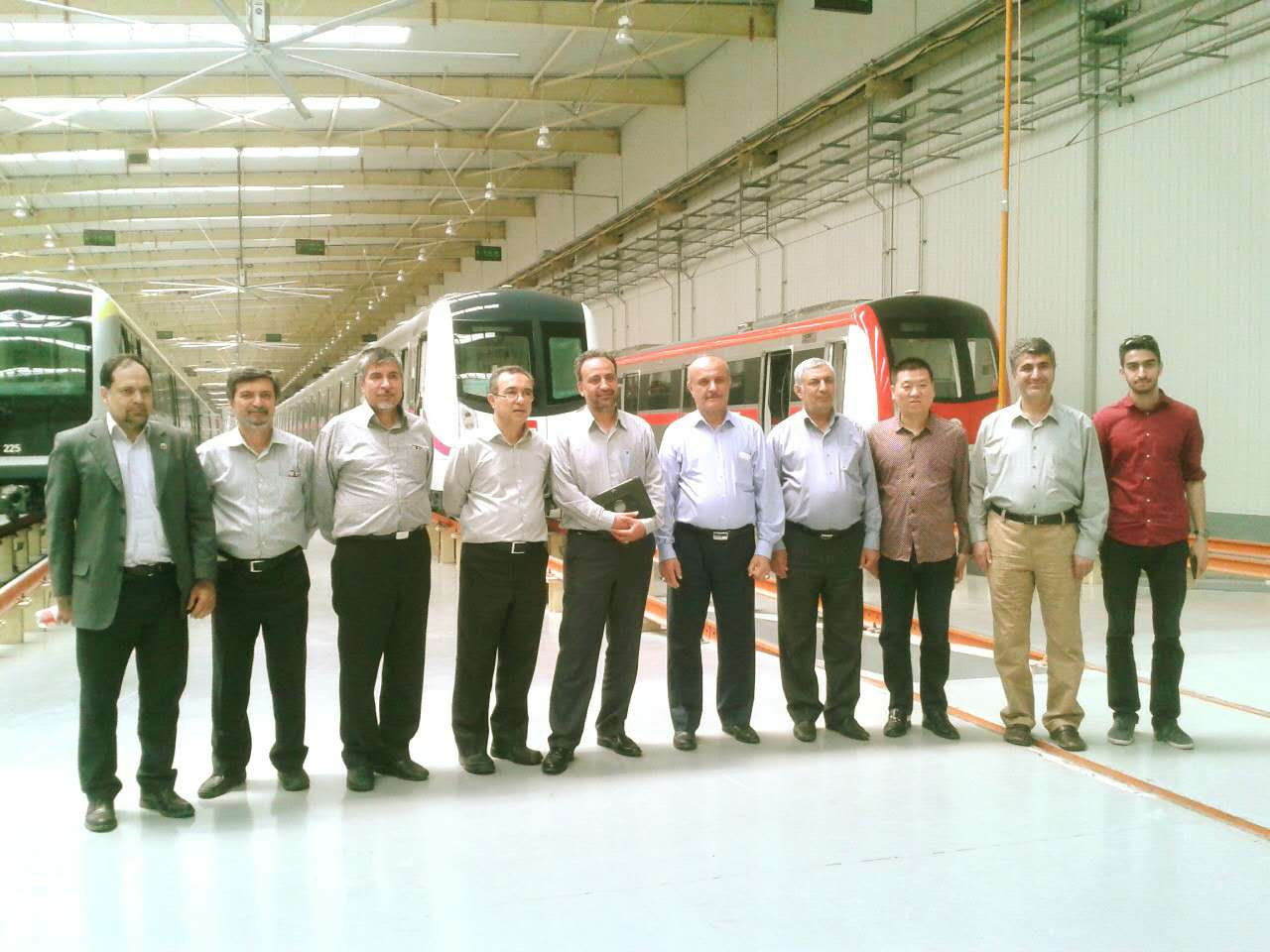
Membres d'Aras GED dans le métro de Shiraz avec un partenaire chinois

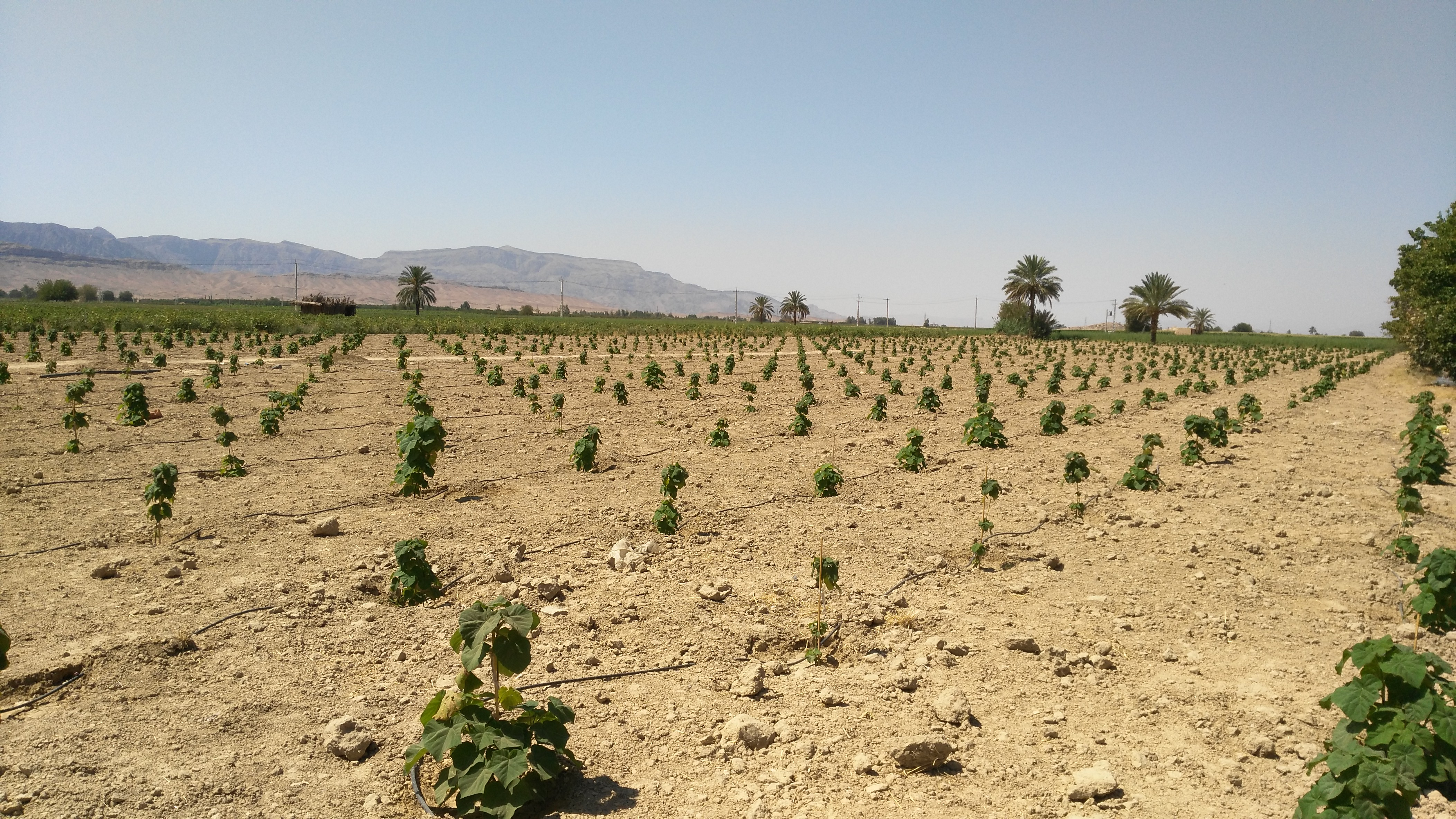
Forêt artificielle fraîchement plantée par Aras GED à Janat Shahr

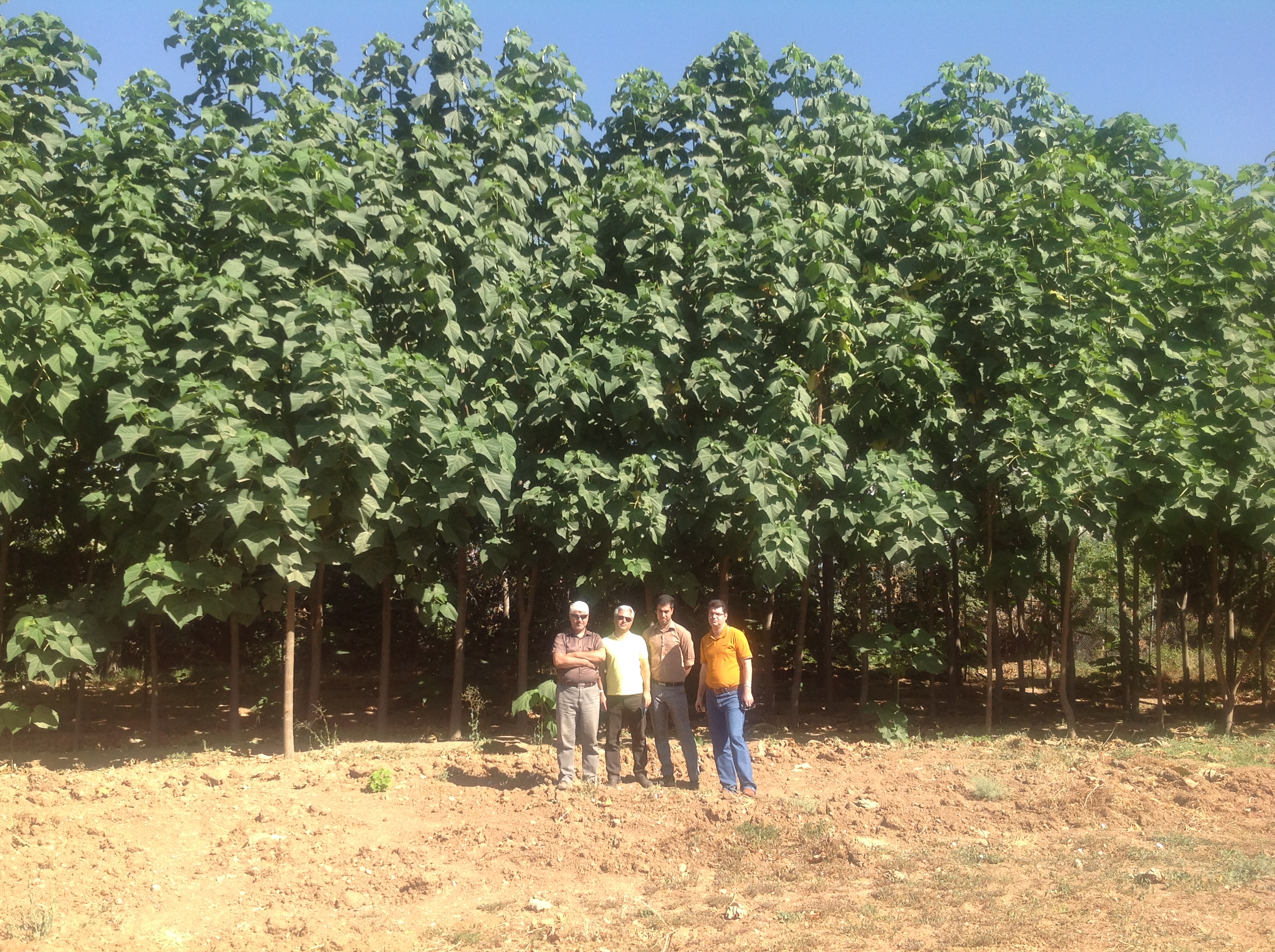
Forêt de Shiraz plantée par Aras GED

« Aras Green Economic Dawn » a été officiellement créée en 2016 pour regrouper plusieurs activités de recherche, de logistique et de vente de boisements commerciaux  initiées par Alireza Nasiri à partir de 2009. A. Nasiri est un homme d'affaires, qui a été directeur général de la planification et du développement au ministère iranien des Coopératives de 2004 à 2005, tout en occupant le poste de vice-ministre par intérim. 

## Expansion
La société a noué des partenariats avec des entreprises étrangères dont en Chine, en Corée du Sud et dans les zones de libre-échange en Iran[réf. nécessaire].  
Aras GED a aussi créé un service de consultation des grandes entreprises publiques et privées opérant en Iran dans les domaines des forages de pétrole, des énergies renouvelables, du transport maritime ou ferroviaire, et de l’agriculture[réf. nécessaire].

## Forestation
En 2017, elle est  - selon elle -  la première à proposer à ses clients une assurance / garantie environnementale verte officielle pour ses forêts artificielles commerciales en Iran.
Cette "Garantie Fazaye Sabz"  s'appuie sur un plan de suivi technologique des arbres, concerne toutes les forêts commerciales d’Aras GED, et s'applique à la vente au détail d’arbres génétiquement modifiés ; avec un programme de remplacement (en Iran) des arbres qui mourraient éventuellement avant maturité.  
Ce programme se veut encourager le boisement commercial en Iran, source d'actifs verts pour le pays et pour Aras GED. 

## Conseil et représentation
Aras GED a autrefois été une société de conseil travaillant en Iran et hors d'Iran. Aras GED a par exemple travaillé avec des Chinois sur le  Shiraz Metro dans la province de Fars (dans le cadre d'un projet de coentreprise entre Shiraz Metro et China Railway Construction Corporation). 